# Batterij van La Pernelle
De batterij van La Pernelle, ook wel batterij van La Pernelle II genoemd, was een kustbatterij in Normandië tijdens de Tweede Wereldoorlog. Het complex werd door Organisation Todt, nabij het Franse dorp La Pernelle, begin 1944 gebouwd. De Duitsers hadden de batterij bewapend met vier moderne Duitse 170 mm kanonnen, die een reikwijdte hadden van circa dertig kilometer. 

## Geschiedenis
De bouw van de kazematten was tijdens het bombardement van 9 mei nog niet voltooid en het geschut was opgesteld in kuilen. Tijdens het bombardement raakte een kanon beschadigd, terwijl de andere drie naar een kelder werden gebracht.
Tijdens de geallieerde landing op 6 juni 1944 hinderde de batterij de Amerikaanse troepen op Utah Beach licht. Op 19 juni werden de kanonnen door de Duitsers onschadelijk gemaakt, omdat de Amerikaanse troepen een flink eind waren opgerukt en de Duitsers de kanonnen niet naar Cherbourg konden vervoeren.